# Hellyethira naumanni
Hellyethira naumanni är en nattsländeart som beskrevs av Wells 1990. Hellyethira naumanni ingår i släktet Hellyethira och familjen smånattsländor. Inga underarter finns listade i Catalogue of Life.